# إدوارد سيمون
إدوارد سيمون (بالإسبانية: Edward Simon)‏ هو عازف جاز وعازف بيانو فنزويلي، ولد في 27 يوليو 1969.

## وصلات خارجية
- إدوارد سيمون على موقع ميوزك برينز (الإنجليزية)
- إدوارد سيمون على موقع أول ميوزيك (الإنجليزية)
- إدوارد سيمون على موقع ديسكوغز (الإنجليزية)